# Samarium(III)-sulfid
Samarium(III)-sulfid ist eine anorganische chemische Verbindung des Samariums aus der Gruppe der Sulfide.

## Gewinnung und Darstellung
Samarium(III)-sulfid kann durch Reaktion von Samarium(III)-oxid mit Schwefelwasserstoff gewonnen werden.
{\displaystyle \mathrm {Sm_{2}O_{3}+3\ H_{2}S\longrightarrow Sm_{2}S_{3}+3\ H_{2}O} }
Ebenfalls möglich ist die Darstellung durch Umsetzung von elementarem Samarium mit Schwefel in einem evakuierten Glasrohr, welches in einen 2-Zonen-Ofen eingebracht wird. Die Zonentemperaturen liegen bei 400 °C und 100 °C. Nachdem sämtlicher Schwefel abreagiert ist, wird die Ampulle bei 1000 °C getempert und man erhält die Verbindung in polykristalliner Form:
{\displaystyle {\ce {2 Sm + 3 S -> Sm2S3}}}
Stäbchenförmige Einkristalle mit bis zu 1 cm Länge lassen sich über eine Modifizierung der Synthese aus den Elementen erhalten. Hierzu wird neben Samarium und Schwefel elementares Iod in die zu evakuierende Ampulle gegeben. Im 2-Zonen-Ofen entsteht nun primär {\displaystyle {\ce {SmSI}}}. Wird die erhaltene Verbindung in der Ampulle auf 1100 bis 1200 °C erhitzt und hier für mindestens 20 Stunden gehalten, so zersetzt sich die Verbindung und es wachsen Samarium(III)-sulfid-Einkristalle in einer Schmelze aus Samarium(III)-iodid. Nach dem Öffnen der Ampulle können Anhaftungen des Iodids an den Einkristallen mit Wasser oder Wasser-Ethanol-Mischungen abgespült werden:
{\displaystyle {\ce {6 Sm + 6 S + 3 I2 -> 6 SmSI}}}
{\displaystyle {\ce {3 SmSI -> Sm2S3 + SmI3}}}

## Eigenschaften
Samarium(III)-sulfid ist ein roter oder graubrauner Feststoff. Die Verbindung kommt in zwei verschiedenen Kristallstrukturen vor. Eine orthorhombische Niedertemperaturform (isotyp mit Gadolinium(III)-sulfid) und eine Hochtemperaturform mit einer kubischen Defektvariante vom Th3P4-Typ.